# Lars Day Preis – Zukunft der Erinnerung
Mit dem Lars Day Preis – Zukunft der Erinnerung zeichnen die Lars Day Stiftung und die Akademieprogramme des Jüdischen Museums Berlin seit 2016 Projekte und Initiativen aus, die „in kreativer und zukunftsweisender Form das Gedenken an die nationalsozialistischen Verbrechen weitertragen und Verantwortung für eine Gegenwart und Zukunft ohne Hass und Ausgrenzung übernehmen“. Die Auszeichnung soll das Engagement junger Menschen mit Einwanderungsgeschichte sichtbar machen und Praxisbeispiele für eine jugendgemäße Auseinandersetzung mit der Vergangenheit aufzeigen.

## Zielsetzung
Christian Petry, Vorstandsvorsitzender der Lars Day Stiftung, formulierte als Ziel des Preises ein Bildungsanliegen: Es gehe darum, die Erinnerung an die nationalsozialistischen Verbrechen zu einem selbstverständlichen Bestandteil der Bildung aller deutschen und europäischen Staatsbürger werden zu lassen. Es solle eine Erinnerungskultur gefördert werden, „die dem Wandel zu einer postmigrantischen Gesellschaft Rechnung trägt“.
Der Preis würdigt Akteure, die „in Zusammenarbeit mit jungen Menschen die Erinnerung an nationalsozialistisches Unrecht und vergleichbare Verbrechen gegen die Menschheit bewahren“. Es werden Projekte ins Rampenlicht gestellt, die nachhaltige Wirkung erzielen und Multiplikatoren erreichen.

## Rahmenbedingungen
Die Lars Day Stiftung wurde 2001 von der deutsch-amerikanischen Familie Day in Erinnerung an ihr Kind Lars gegründet. Seit 2016 vergibt sie zusammen mit den Akademieprogrammen des Jüdischen Museums Berlin den Lars Day Preis – Zukunft der Erinnerung.
Über die Preisvergabe entscheidet ein Beirat aus Experten aus Wissenschaft, Schule, Kunst und politischer Bildung. Vorsitzende war 2016/2017 Esra Küçük, damals Mitglied des Direktoriums des Maxim-Gorki-Theaters und Leiterin des Gorki Forums. Der Preis ist mit 5.000 Euro dotiert, eine Aufteilung auf mehrere Preisträger ist möglich.

## Preisträger

### 2016
- AKRAN – Peer-to-Peer gegen Vorurteile

In diesem Projekt entwickelte die Kreuzberger Initiative gegen Antisemitismus e. V. Erfahrungen mit der Einbeziehung muslimischer Jugendlicher in die politische Bildungsarbeit zu einem theoretisch fundierten und praxistauglichen Qualifizierungsprogramm weiter. Die Adressaten kommen aus Moscheegemeinden und aus Jugendverbänden von Migrantenselbstorganisationen (MSO) und etablierten Trägern der Jugendhilfe und Sozialarbeit. Dort übernehmen sie die Rolle von Multiplikatoren. Eine Seminarfahrt, Workshops und Bildungsreisen in die Niederlande und nach Israel sind Teil des Programms.
- Annette Dorothea Weber

Annette Dorothea Weber, Regisseurin und künstlerische Leiterin des COMMUNITYartCENTERmannheim, erhielt den Preis für ihre Inszenierung des Theaterstücks Zigeuner-Boxer von Rike Reiniger, das die Geschichte des deutschen Boxers und Sinto Trollmann zum Gegenstand hat. Es ist als Schulklassenstück konzipiert und wurde 2011 auf dem Heidelberger Stückemarkt mit dem Preis des Freundeskreises ausgezeichnet. Die Jury formulierte in ihrer Begründung, die Aufführungen würden es Jugendlichen erlauben, „das unmenschliche Regime des Nationalsozialismus in Gegensatz zu den Bedürfnissen und Werten einer freiheitlichen Persönlichkeitsentwicklung zu bringen“. Die Inszenierung sei „ein gelungenes Beispiel für eine Auseinandersetzung mit der nationalsozialistischen Vergangenheit, die die Partizipation junger Menschen mit Einwanderungsgeschichte in den Fokus rücke“.

### 2017
- Berliner Jugendbegegnungsprojekt  des Bundesverbands Amaro Drom e.V.